# Речиця (річка)
Ре́чиця — річка  в Україні, у Звягельському й Рівненському районах Житомирської й Рівненської областей. Права притока Бобра (басейн Дніпра).

## Опис
Довжина річки 10 км. Площа басейну 25,5 км².

## Розташування
Бере початок на заході від Червоної Волі. Тече переважно на північний захід понад Сівками і впадає у річку Бобер, праву притоку Случі.